# 佐見村
佐見村（さみむら）は、かつて岐阜県加茂郡に存在した村である。
現在の加茂郡白川町の北東部であり、飛騨川支流の佐見川沿いの地域である。

## 歴史
- 江戸時代末期、この地域は美濃国加茂郡であり、苗木藩領、幕府領であった。
- 1875年（明治8年）
  - 寺前村、大野村、吉田村、小野村、有本村が合併し、上佐見村となる。
  - 久田島村、室原村、成山村、徳田村が合併し、下佐見村となる。
- 1889年（明治22年）7月1日 - 上佐見村と下佐見村が合併し、佐見村となる。
- 1956年（昭和31年）9月30日 - 白川町、佐見村、黒川村、蘇原村が合併して白川町となる。

## 学校
- 佐見村立上佐見小学校（1976年に下佐見小学校と統合。現・白川町立佐見小学校）
- 佐見村立下佐見小学校（1976年に上佐見小学校と統合。現・白川町立佐見小学校）
- 佐見村立佐見中学校（後の白川町立佐見中学校。2022年廃校。）